# Kuznetsov-Maulwurf
Der Kuznetsov-Maulwurf (Euroscaptor kuznetsovi) ist eine Säugetierart aus der Gattung der Südostasiatischen Maulwürfe innerhalb der Maulwürfe (Talpidae). Das Verbreitungsgebiet der Tiere beschränkt sich auf das nordöstliche Vietnam. Sie sind durch einen langgestreckten, dunkel behaarten Körper und einen langen Schwanz sowie eine schmale Schnauze charakterisiert. Im übrigen Erscheinungsbild gleichen sie den anderen Südostasiatischen Maulwürfen: der Hals ist kurz und die Hände weisen Eigenschaften von Grabschaufeln auf. Ursprünglich wurden sie zum Langnasen-Maulwurf gestellt. Molekulargenetische Untersuchungen erkannten aber die Eigenständigkeit der Tiere. Im Jahr 2016 wurde der Kuznetsov-Maulwurf dann wissenschaftlich eingeführt.

## Merkmale

### Habitus
Der Kuznetsov-Maulwurf ist ein großer Vertreter der Südostasiatischen Maulwürfe, etwa vergleichbar zum Langnasen-Maulwurf (Euroscaptor longirostris). Die Tiere erreichen eine Kopf-Rumpf-Länge von 13,2 bis 13,8 cm, eine Schwanzlänge von 1,4 bis 1,7 cm und ein Gewicht von 42,3 bis 76,7 g. Der Schwanz ist vergleichsweise lang, er besitzt zwischen 11,4 und 12,5 % der Länge des restlichen Körpers. Die Form des Schwanzes erinnert an eine Keule. Durch den langen und äußerlich sichtbaren Schwanz unterscheidet sich der Kuznetsov-Maulwurf eindeutig vom Pakho-Maulwurf (Euroscaptor parvidens) und vom Vietnamesischen Maulwurf (Euroscaptor subanura), die beide sehr kurze Schwänze aufweisen. Den Körper bedeckt ein schwärzlich braunes Fell, am Schwanz treten lange Deckhaare auf. Der Körper des Kuznetsov-Maulwurfs ist wie bei anderen Südostasiatischen Maulwürfen deutlich gestreckt, er besitzt zudem einen kurzen Hals und zu Grabschaufeln umgestaltete Vordergliedmaßen. Die Hinterfußlänge beträgt 1,45 bis 1,65 cm.

### Schädel- und Gebissmerkmale
Der Schädel ist im Vergleich zum Langnasen-Maulwurf und zum Orlov-Maulwurf größer. Seine Länge beträgt 30,9 bis 34,6 mm, die Breite erreicht am Hirnschädel 14,2 bis 15,8 mm. Er wird durch ein langes und schmales Rostrum charakterisiert, das allerdings etwas breiter ist, jedoch nicht so deutlich wie beim Malaysia-Maulwurf. Auf Höhe der Molaren wird es 7,1 bis 7,8 mm breit, auf Höhe der Eckzähne 3,8 bis 4,5 mm. Die Paukenblase zeigt sich in ihrem vorderen Teil abgeflacht und leicht eingedellt, was in etwa dem Langnasen-Maulwurf und dem Orlov-Maulwurf entspricht. Der Pakho-Maulwurf und der Vietnamesische Maulwurf haben dagegen eine aufgeblähte Paukenblase. Der Unterkiefer misst zwischen 19,5 und 22,7 mm in der Länge. Der Winkelfortsatz am Unterkiefer ist breit dreieckig, beim Orlov-Maulwurf dagegen schmal bandförmig. in Übereinstimmung mit letzterer Art endet der Kronenfortsatz spitz und nicht breit-stumpf wie beim Pakho-Maulwurf. Das Gebiss besteht wie bei allen Südostasiatischen Maulwürfen aus 44 Zähnen mit folgender Zahnformel: {\displaystyle {\frac {3.1.4.3}{3.1.4.3}}}. Die Molarenreihe ist im Vergleich zum Langnasen-Maulwurf kürzer. Alle oberen Prämolaren weisen zwei Wurzeln auf. Der erste und zweite obere Prämolar sind etwa gleich groß, der dritte Prämolar übertrifft die beiden ersten an Breite. An allen drei Prämolaren kommt ein zusätzlicher kleiner, hinterer Höcker vor. Am vierten Prämolar tritt ein weiterer kleiner, vorderer Nebenhöcker auf. Entsprechend dem Langnasen-Maulwurf und dem Orlov-Maulwurf verläuft hier die hintere Zahnkante am Haupthöcker deutlich eingedellt. Abweichend davon ist diese beim Pakho-Maulwurf und beim Vietnamesischen Maulwurf gerade ausgebildet. Die obere Zahnreihe erstreckt sich über eine Länge von 11,9 bis 13,7 mm, die untere beansprucht 11,0 bis 13,0 mm Länge.

## Verbreitung und Lebensraum

Verbreitungsgebiet des Kuznetsov-Maulwurfs

Der Kuznetsov-Maulwurf ist bisher nur im nordöstlichen Vietnam nachgewiesen. Wichtige Fundpunkte liegen in den Provinzen Vĩnh Phúc und Cao Bằng. Die Tiere kommen hier in Höhenlagen von 750 bis 950 m, teilweise auch bis 1300 m vor. Eventuell tritt die Art auch im Süden von China in der Provinz Guangxi auf.

## Lebensweise
Über die Lebensweise des Kuznetsov-Maulwurf ist kaum etwas bekannt. Die Art lebt grabend, ein Weibchen, das im September gesammelt wurde, war trächtig und trug drei Föten.

## Systematik
Der Kuznetsov-Maulwurf ist eine von zehn Arten innerhalb der Gattung der Südostasiatischen Maulwürfe (Euroscaptor) und der Familie der Maulwürfe (Talpidae). Die Gattung gehört wiederum zur Tribus der Eigentlichen Maulwürfe (Talpini), in der die zumeist grabenden Vertreter der Maulwürfe vereint sind. Andere Mitglieder der Familie leben dagegen nur teilweise unterirdisch, bewegen sich oberirdisch fort oder sind an eine semi-aquatische Lebensweise angepasst. Laut molekulargenetischen Untersuchungen lassen sich die Südostasiatischen Maulwürfe in zwei Verwandtschaftsgruppen gliedern, die westliche longirostris-Gruppe um den Langnasen-Maulwurf (Euroscaptor longirostris) und die östliche parvidens-Gruppe um den Pakho-Maulwurf (Euroscaptor parvidens). Der Kuznetsov-Maulwurf gehört dabei der ersteren an, weitere nahe verwandte Arten  sind etwa der Malaysia-Maulwurf und der Kloss-Maulwurf (Euroscaptor klossi). Die longirostris-Gruppe und die parvidens-Gruppe trennten sich bereits im Verlauf des Oberen Miozäns vor gut 10 bis 7 Millionen Jahren, wobei erstere im Übergang vom Miozän zum Pliozän vor etwa 5,3 Millionen Jahren eine stärkere Diversifizierung erfuhr.
In der Regel wurden die langschwänzigen Südostasiatischen Maulwürfe im nördlichen Vietnam mit dem Langnasen-Maulwurf in Verbindung gebracht. Verschiedene genetische Studien ergaben aber eine hohe Diversität innerhalb dieser Art, Es konnten mehrere monophyletische Linien aufgezeigt werden, die wohl kryptische Arten repräsentierten. Im Jahr 2016 beschrieben daraufhin Jelena Semlemerowa und Kollegen den Kuznetsov-Maulwurf als eigenständige Art. Dafür lagen ihnen mehrere Individuen aus dem nördlichen Vietnam vor. Der Holotyp stellt ein ausgewachsenes Männchen dar. Er stammt aus der Umgebung von Tam Đảo in der Provinz Vĩnh Phúc aus 750 m Höhe und wurde dort im Jahr 2012 von einem der Autoren gesammelt. Bereits 1993 hatte German Wasiliewitsch Kusnezow von der Russischen Akademie der Wissenschaften in der gleichen Region ein Tier gesammelt, das nun als Paratyp fungiert. Dem Finder zu Ehren und aufgrund seiner Verdienste um die Erforschung der Fauna Vietnams benannte das Arbeitsteam um Semlemerova die Art nach ihm.